# 2023년 2월 죽음
다음은 2023년 2월에 사망한 저명한 인물 목록이다.

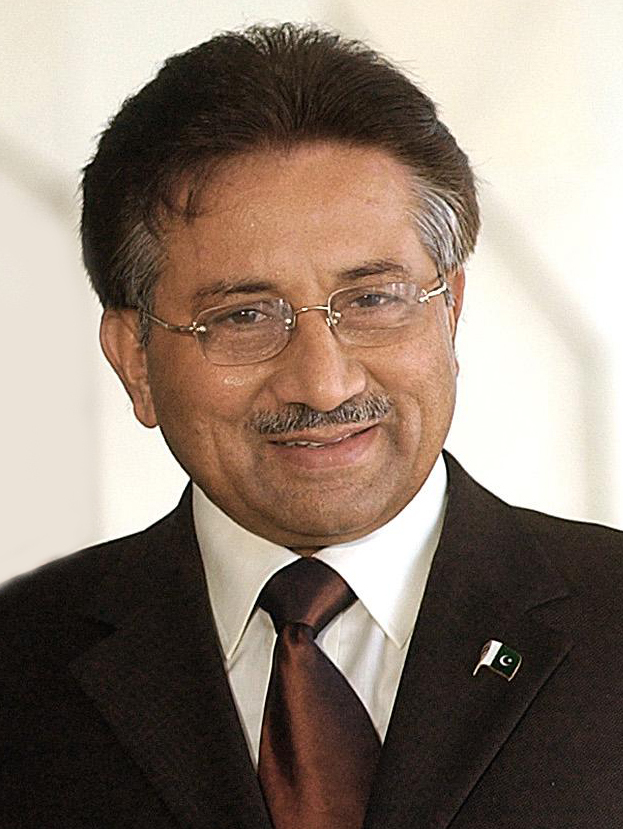
페르베즈 무샤라프

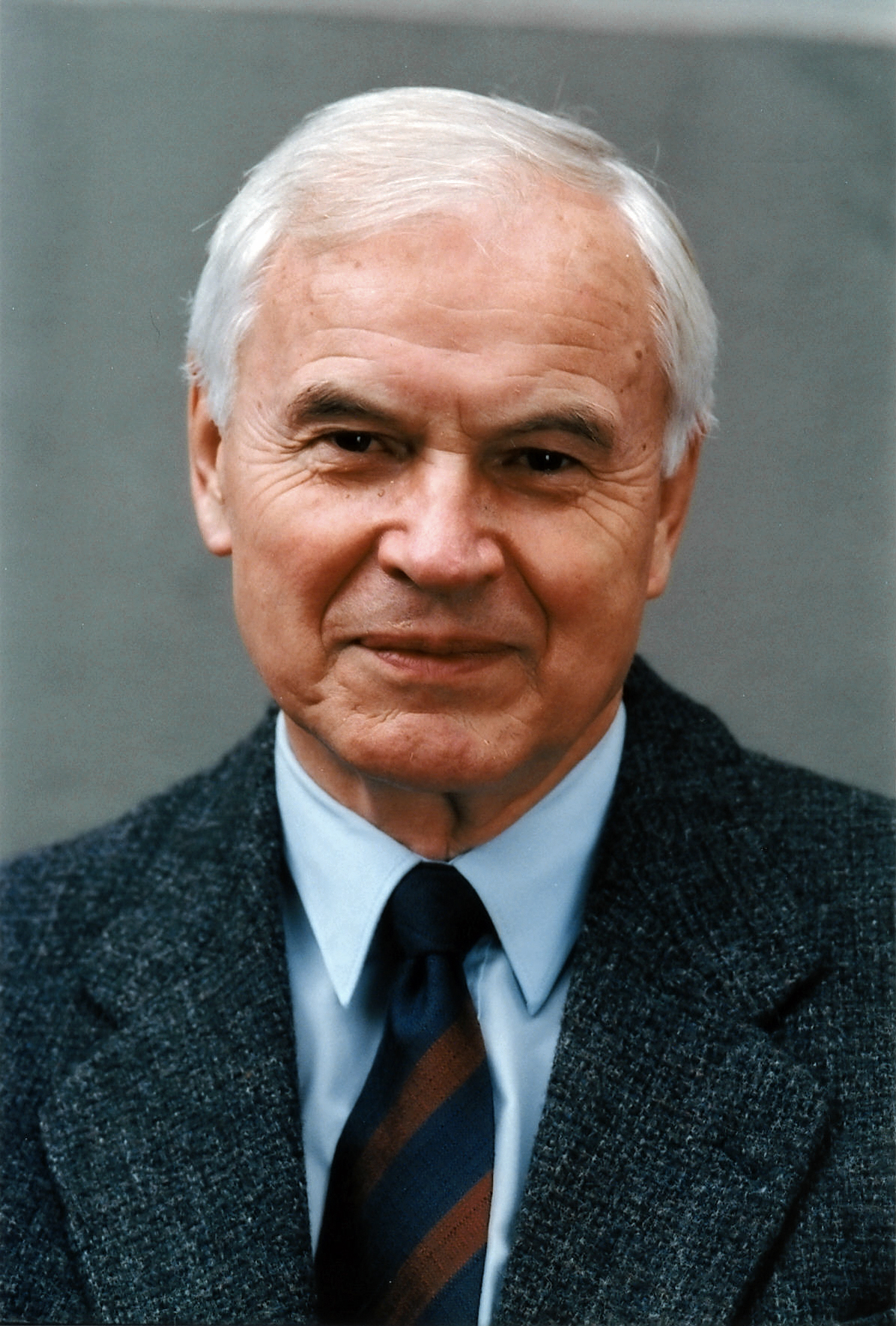
한스 모드로

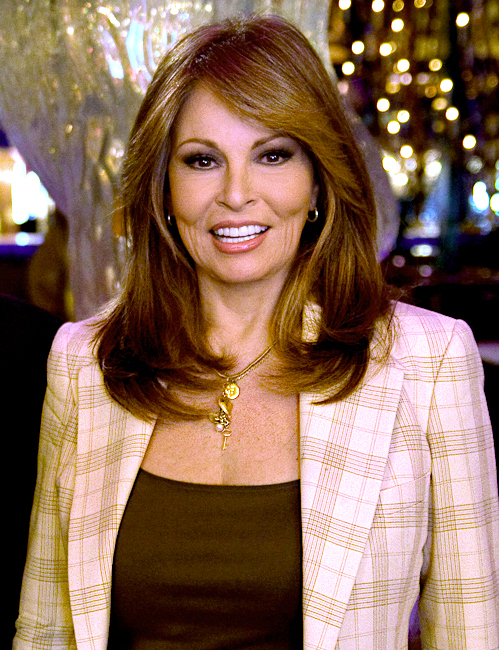
라켈 웰치

- 2월 1일 - 대한민국의 정치인 한병수
- 2월 2일
  - 일본의 정치인 요코미치 다카히로
  - 그리스의 신학자 존 지지울라스
- 2월 3일
  - 스페인의 패션디자이너 파코 라반
  - 대한민국의 목회자 임보라
- 2월 4일
  - 대한민국의 의사 노관택
  - 대한민국의 정치인 배상도
  - 이집트의 제53대 총리 샤리프 이스마일
- 2월 5일
  - 대한민국의 정치인 강성모
  - 파키스탄의 제10대 대통령 페르베즈 무샤라프
  - 중국민국의 승려 우처
- 2월 6일
  - 가나의 축구선수 크리스천 아추
  - 덴마크의 수영선수 그레타 안데르센
- 2월 7일
  - 독일의 축구선수 프리델 루츠
  - 영국의 신학자 앤서니 티슬턴
- 2월 8일
  - 미국의 영화배우 코디 롱고
  - 미국의 작곡가 버트 배커랙
  - 크로아티아의 축구감독 미로슬라브 블라제비치
  - 러시아의 정치인 이반 실라예프
- 2월 9일
  - 스페인의 축구선수 마르코스 알론소 페냐
  - 조선민주주의인민공화국의 정치인 오극렬
- 2월 10일
  - 스페인의 영화감독 카를로스 사우라
  - 일본의 야구선수 이리키 사토시
  - 카자흐스탄의 정치인 세르게이 테레셴코
- 2월 11일
  - 대한민국의 수필가 김병권
  - 동독의 각료평의회 주석 한스 모드로
- 2월 12일 - 대한민국의 시인 김규화
- 2월 13일
  - 대한민국의 야구선수 김태업
  - 일본의 만화가 마쓰모토 레이지
  - 파키스탄의 영화배우 지아 모헤딘
- 2월 14일
  - 대한민국의 시인 오탁번
  - 오스트리아의 작곡가 프리드리히 체르하
- 2월 15일
  - 대한민국의 역사학자 한영우
  - 대한민국의 정치인 신치구
  - 미국의 생화학자 폴 버그
  - 미국의 영화배우 라켈 웰치
- 2월 16일 - 대한민국의 정치인 박종철
- 2월 17일 - 미국의 영화배우 스텔라 스티븐스
- 2월 18일
  - 대한민국의 공예가 유영기
  - 미국의 영화배우 바바라 보슨
  - 불가리아의 축구선수 페터르 제코프
- 2월 19일
  - 미국의 영화배우 리차드 벨저
  - 미국의 영화배우 잔센 파네티어
  - 미국의 허들선수 그레그 포스터
- 2월 21일
  - 오스트리아의 영화배우 나자 틸러
  - 스페인의 축구선수 아만시오 아마로
  - 홍콩의 모델 애비 초이
  - 대한민국의 법조인 허은도
- 2월 23일 - 대한민국의 정치인 강석구
- 2월 24일
  - 일본의 저널리스트 니시야마 다키치
  - 대한민국의 정치인 배덕광
- 2월 25일 - 캐나다의 영화감독 고든 핀센트
- 2월 26일 - 미국의 육상선수 밥 리처즈
- 2월 27일
  - 대한민국의 정치인 김태웅
  - 미국의 각본가 리코우 브로닝
  - 중화인민공화국의 경제학자 리이닝
- 2월 28일
  - 대한민국의 가수 송민도
  - 이란의 작가 자바드 타바타바이